# Imperi Aquemènida
L'Imperi Aquemènida o dels aquemènides fou el primer i més extens imperi dels perses, el qual es va estendre pels territoris dels actuals estats de l'Iran, l'Iraq, el Turkmenistan, l'Afganistan, l'Uzbekistan, Turquia, Xipre, Síria, el Líban, Israel i Palestina i Egipte. La dinastia del mateix nom va ser la casa reial que va governar els perses i després l'Imperi persa des del 550 aC al 330 aC. La seva expansió territorial va començar, durant el regnat de Cir II (559-530 aC), amb l'annexió del Regne mede (Orient Mitjà), i va aconseguir el màxim apogeu cap a l'any 500 aC, quan va arribar a abastar fins a part dels territoris dels actuals estats de Líbia, Grècia, Bulgària i el Pakistan, així com certes àrees del Caucas, el Sudan i l'Àsia central. Les grans conquestes en van fer l'imperi més gran en extensió fins aleshores. La seva existència va concloure al 330 aC, quan l'últim dels reis aquemènides, Darios III, fou vençut per Alexandre el Gran.
L'imperi deu el seu nom a la dinastia que el va governar durant un parell de segles, la dinastia aquemènida. En la història d'Occident, l'Imperi Aquemènida és conegut sobretot per la seva condició de rival dels grecs antics, especialment en dos períodes, les guerres mèdiques i les campanyes del macedoni Alexandre el Gran.

### Fonts epigràfiques

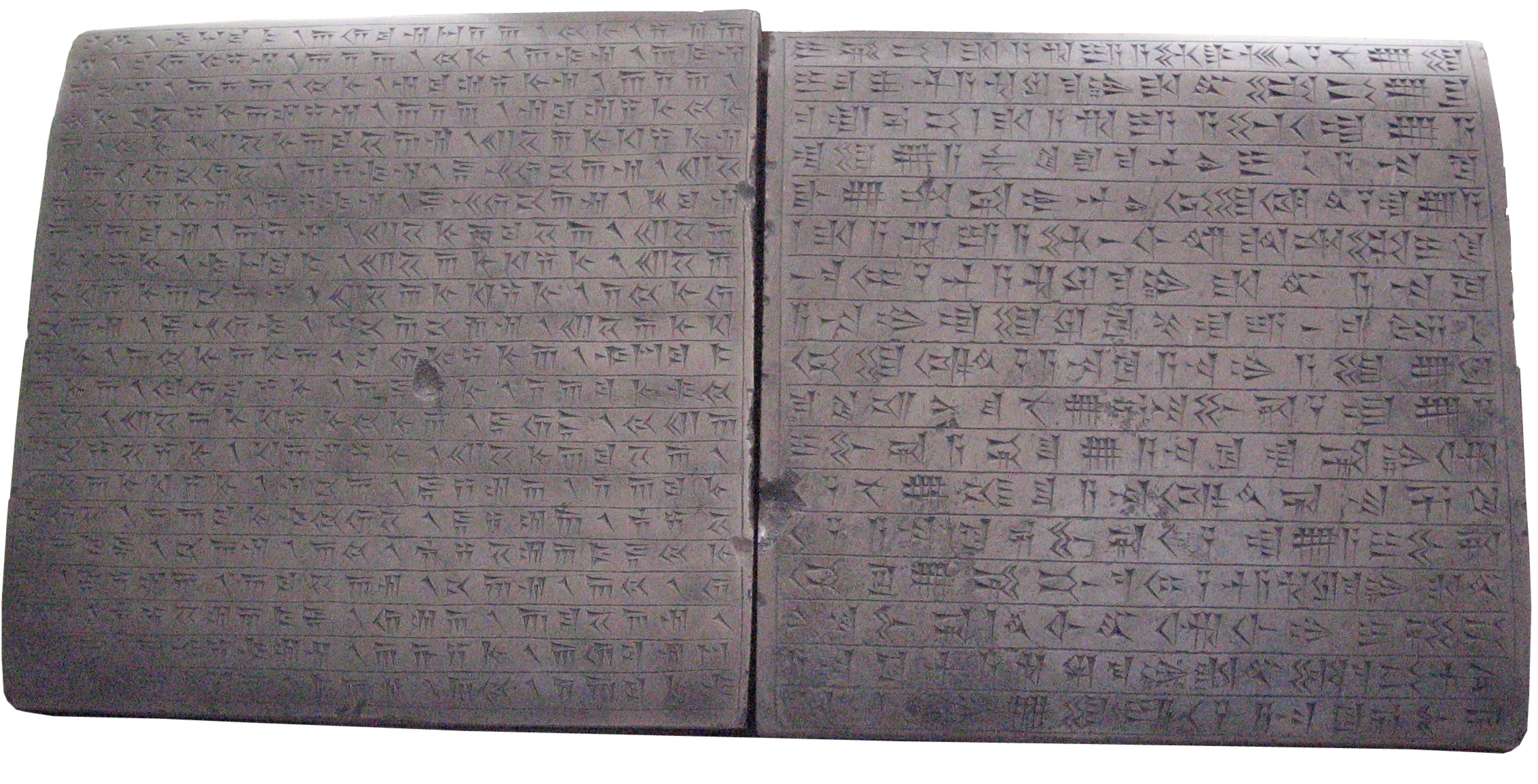
La inscripció de l'Harem, de Xerxes I. Es tracta d'una inscripció bilingüe en persa (esquerra) i babiloni (dreta)

### Les grans conquestes

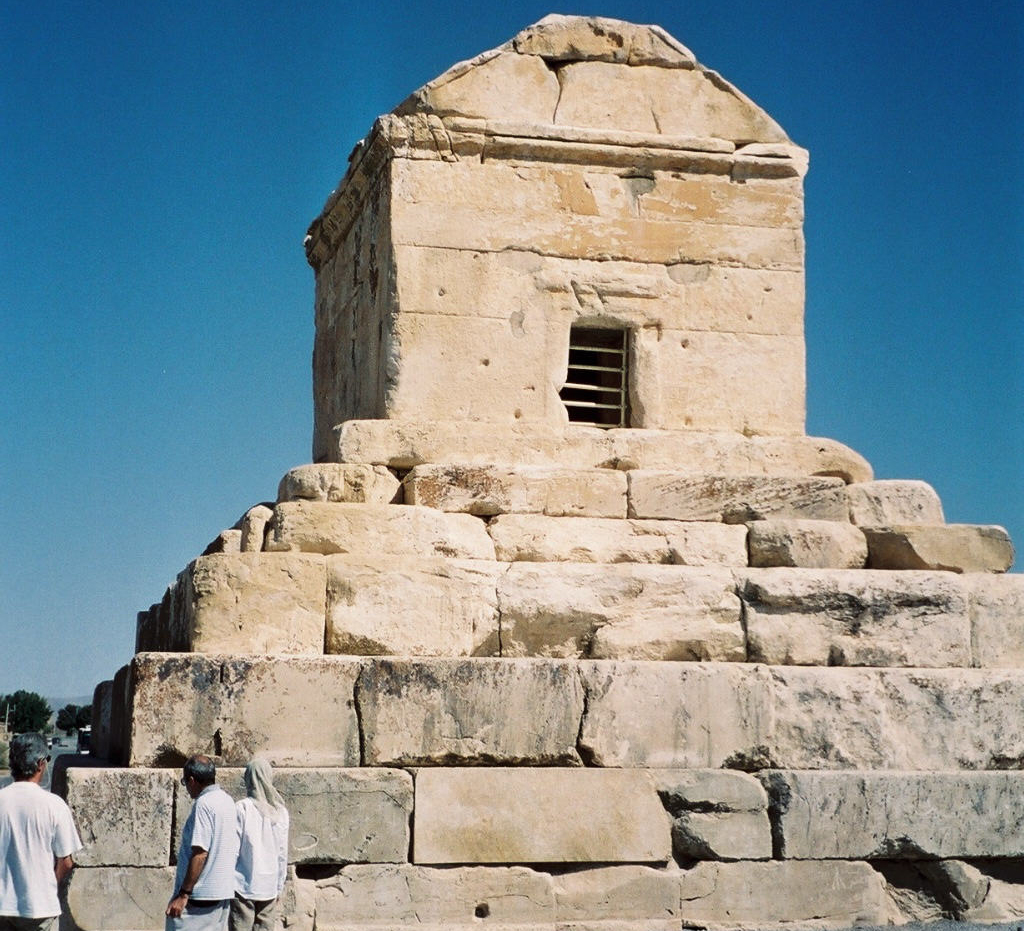
Tomba de Cir el Gran a Pasàrgada

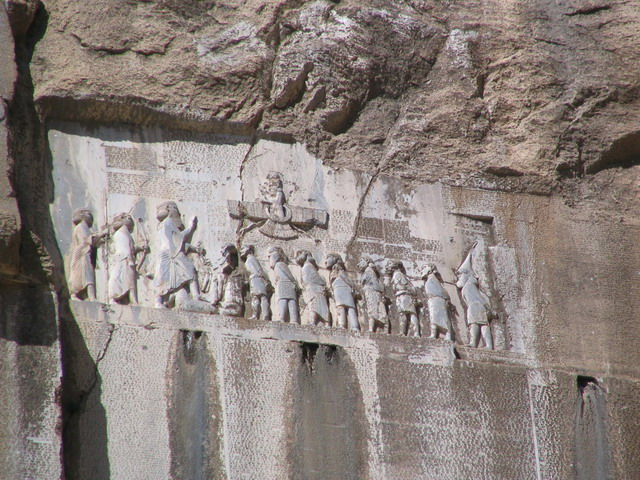
La inscripció de Behistun narra la història de les lluites de Darios I contra els rebels

### Crisi i reestructuració

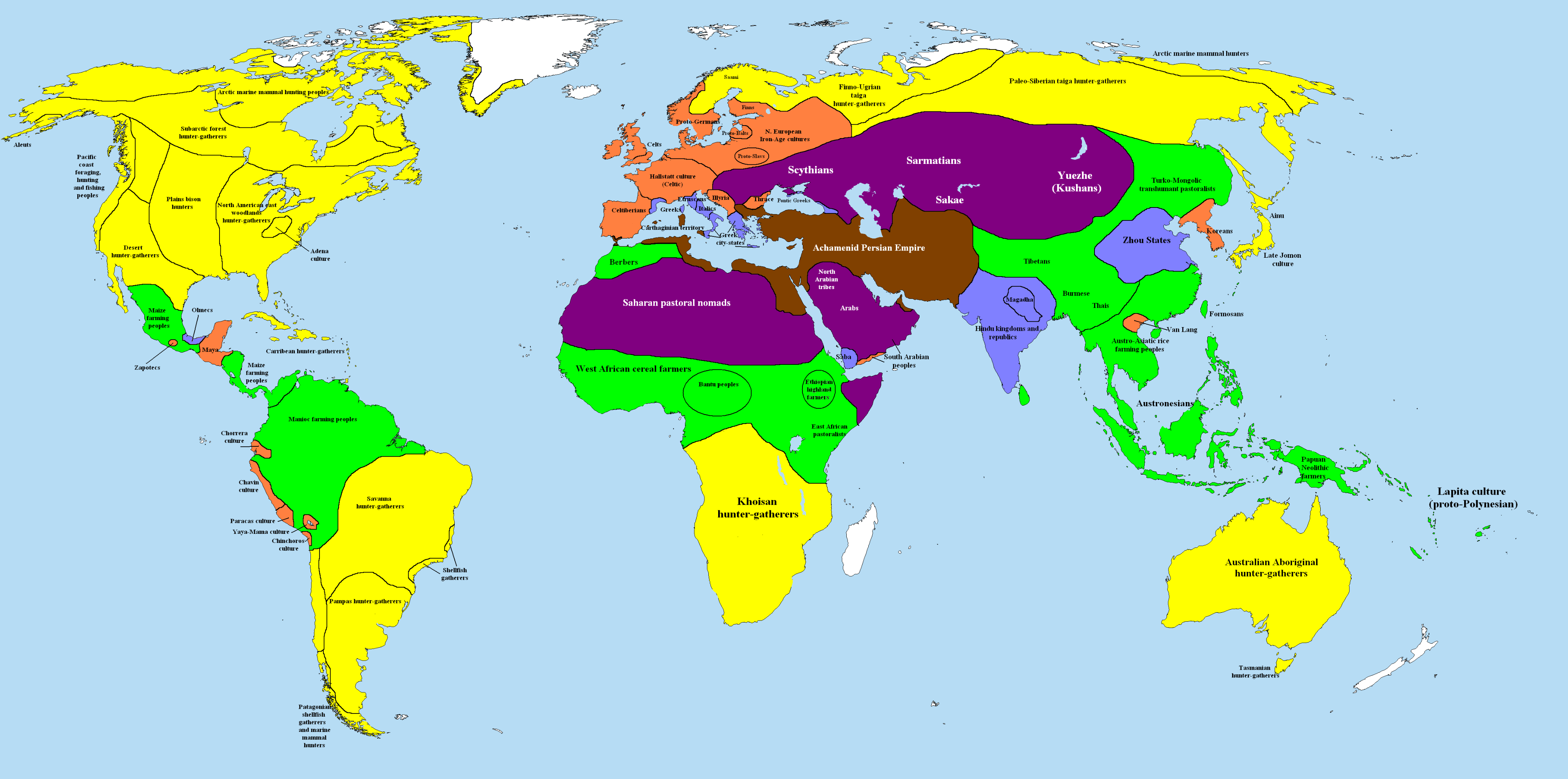
El món cap a l'any 500 aC, mostrant l'Imperi Aquemènida (en marró) en relació amb la resta del món de l'època

### De Xerxes I a Artaxerxes II

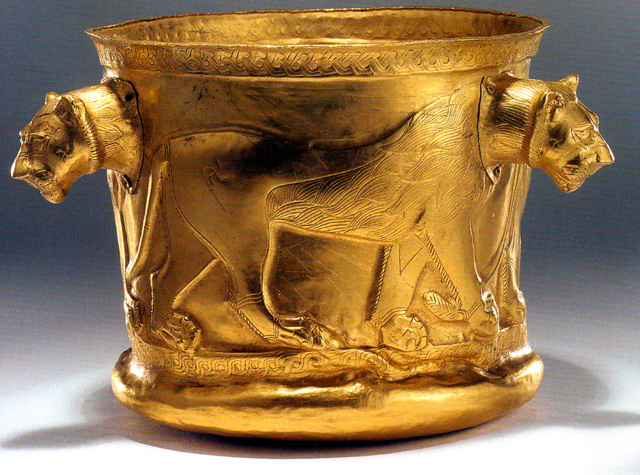
Bol d'or aquemènida amb imatgeria de lleons

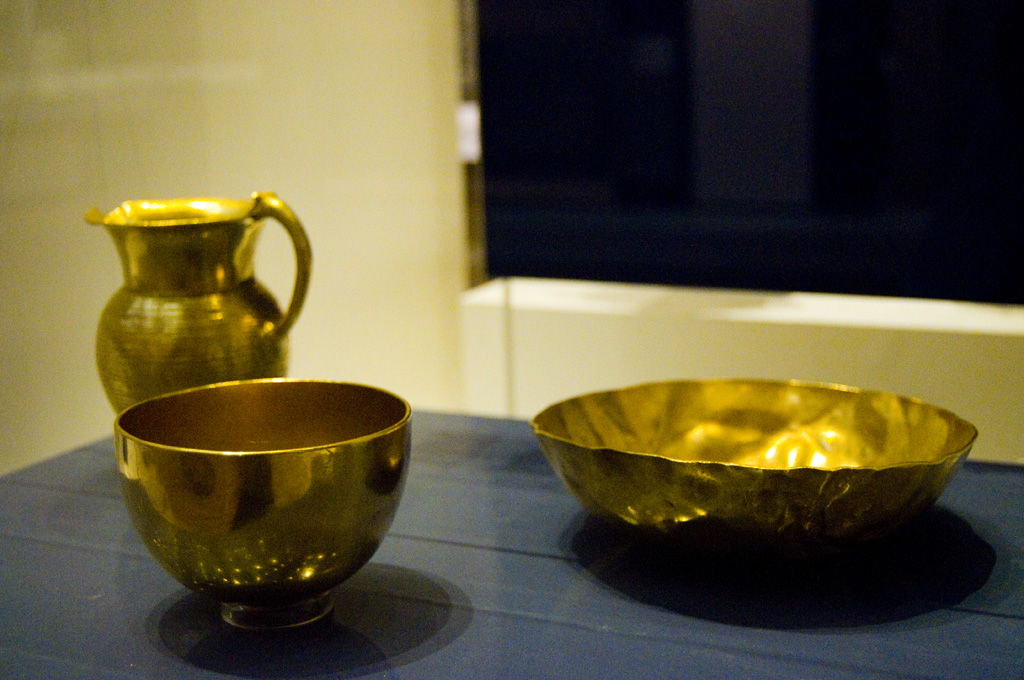
Vasos d'or del tresor d'Oxus

### Fi de l'Imperi persa

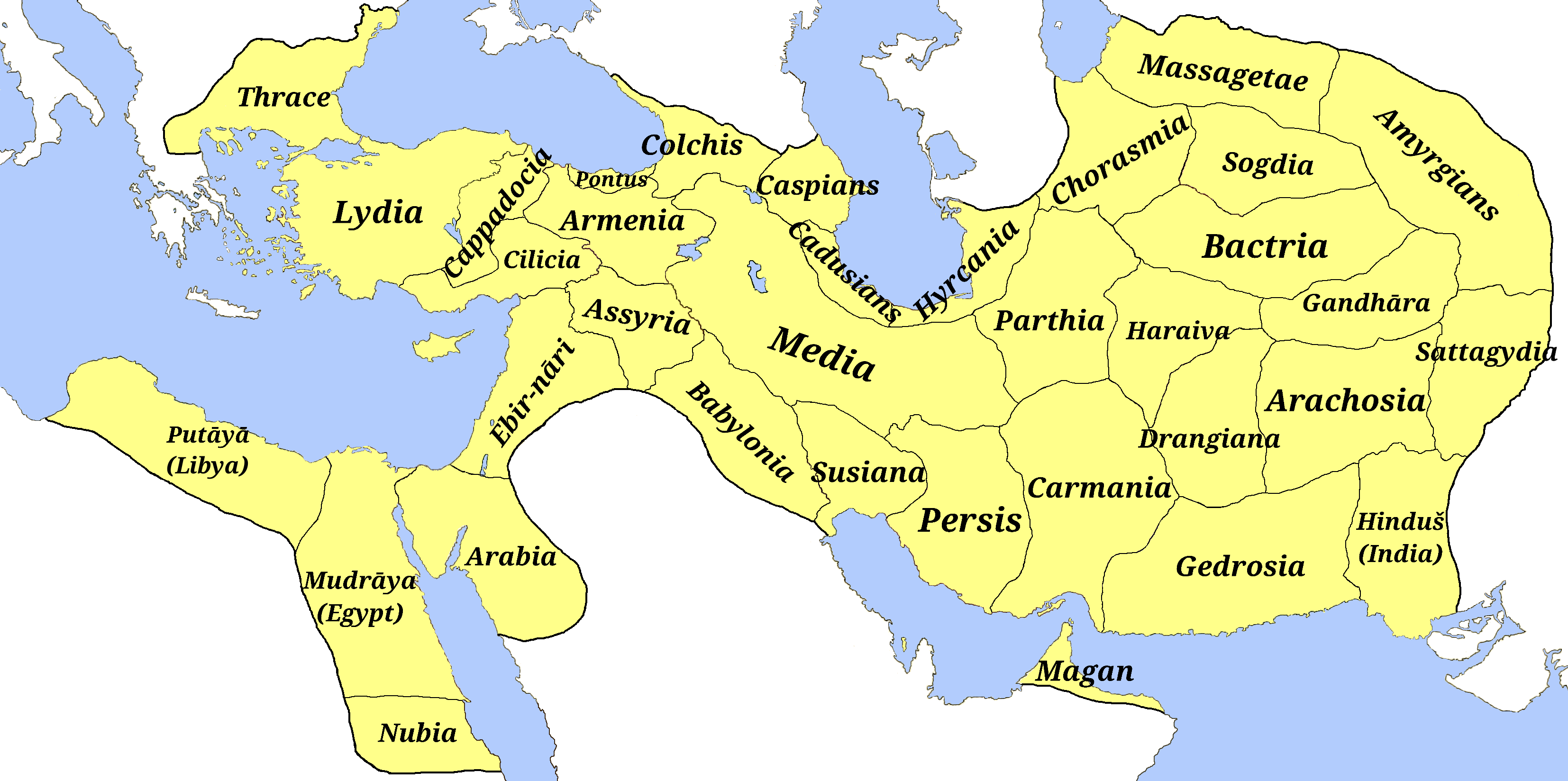
Les satrapies de l'imperi aquemènida